# Корнеев, Афанасий Кузьмич
Афана́сий Кузьми́ч Корне́ев (18 мая 1922, Алексеевка, Енисейская губерния — 2 августа 1944, у п. Магнушев, Польша) — советский офицер, участник Великой Отечественной войны, командир взвода 170-го гвардейского стрелкового полка 57-й гвардейской стрелковой дивизии 4-го гвардейского стрелкового корпуса 8-й гвардейской армии 1-го Белорусского фронта, Герой Советского Союза (1945), гвардии младший лейтенант.

## Биография
А. К. Корнеев родился 18 мая 1922 года в деревне Алексеевка (ныне Нижнеингашского района Красноярского края) в крестьянской семье. По национальности русский. Получил неполное среднее образование.
В Красную армию призван из города Красноярска в июле 1941 года. В 1942 году, по окончании Омского военного пехотного училища, направлен на фронт. Воевал на Сталинградском, Юго-Западном, 2-м Украинском и 1-м Белорусском фронтах. В ходе боёв по освобождению Ростовской области был ранен. После лечения вновь на фронте, принимал участие в форсировании Днепра в 1943 году.
1 августа 1944 года Корнеев с подчинённым ему взводом преодолел Вислу в районе населённого пункта Магнушев (Польша). Захватив рубеж на левом берегу реки, взвод продолжал отбивать контратаки противника. В ходе удержания плацдарма комсомолец Корнеев вместе с бойцами уничтожил десятки фашистов. Получив ранение в руку и наскоро перевязав ее Корнеев продолжал командование взводом. 2 августа 1944 года погиб в бою.

Указом Президиума Верховного Совета СССР от 24 марта 1945 года за образцовое выполнение боевых заданий командования на фронте борьбы с немецкими захватчиками и проявленные при этом отвагу и геройство гвардии младшему лейтенанту Корнееву Афанасию Кузьмичу присвоено звание Героя Советского Союза.

## Награды и звания
- Герой Советского Союза. Указ Президиума Верховного Совета СССР от 24 марта 1945 года (посмертно):
  - Медаль «Золотая Звезда»,
  - Орден Ленина.
- Медали СССР.

## Память
- Похоронен в братской могиле в четырёх километрах юго-восточнее населённого пункта Магнушев в Польше.
- Именем Героя названы улицы:
  - в Октябрьском районе Красноярска;
  - в пгт Нижний Ингаш Красноярского края.
- Имя Героя носит Кучеровская средняя школа.
- На доме № 1 по улице Корнеева в Красноярске установлена мемориальная доска.